# Tratado de Confissom
O Tratado de Confissom, impresso em Chaves em Agosto de 1489, foi descoberto em 1965 por Tarcísio Trindade, alfarrabista natural de Alcobaça. Pina Martins publicou-o em edição diplomática em 1973 com um estudo introdutório. Em 2003 foi objecto de uma edição semi-diplomática e de um estudo linguístico, a cargo de José Barbosa Machado.
O Tratado de Confissom, o primeiro livro impresso em língua portuguesa que se conhece, é uma obra de cariz pastoral dirigida aos sacerdotes com a responsabilidade de ministrar o sacramento da penitência, ou seja, a confissão.
Desconhece-se o seu autor, talvez pelo facto de ao único exemplar existente (Biblioteca Nacional de Lisboa) faltar a página de rosto.
A presença de diversos castelhanismos no texto faz suspeitar de que a obra seja a tradução de uma obra castelhana até ao momento não identificada.